# Marit Berger Røsland
Marit Berger Røsland, född 21 september 1978 i Lørenskog, är en norsk advokat och politiker inom Høyre. Hon var Norges EES- och EU-minister från 20 oktober 2017 till 17 januari 2018, i regeringen Solberg. Røsland var 2001-2005 ersättare i Stortinget för Akershus och 2014-2017 statssekreterare vid olika departement.